# Куст событий
Куст событий (англ. event bush) — вероятностная модель, представляющая собой множество событий и связей между ними. К примеру, куст событий может быть использован для того, чтобы вычислить вероятности неисправностей узлов аппаратуры по наличию или отсутствию ряда признаков основываясь на априори известных зависимостях между неисправностями и их проявлениями.
Формально говоря, куст событий представляет собой ациклический мультиграф {\displaystyle G=\langle V,E,S,p,m\rangle }, где:
- {\displaystyle V} — произвольное непустое множество, называемое  множеством событий;
- {\displaystyle E} — семейство подмножеств множества {\displaystyle V\times V}, называемое семейством дуг куста событий;
- {\displaystyle S} — произвольное непустое множество, называемое множеством меток куста событий;
- {\displaystyle p} — функция {\displaystyle p:V\rightarrow \Re }, называемая функцией распределения вероятностей куста событий;
- {\displaystyle m} — функция {\displaystyle M:E\rightarrow S}, называемая функцией маркировки дуг куста событий.

Обозначим через {\displaystyle left:E\rightarrow 2^{V}} функцию, отображающую множество дуг куста событий во множество событий, являющихся для этих дуг «левыми концами», то есть множества вида {\displaystyle \{v_{1}\in V|\exists v_{2}\in V:(v_{1},v_{2})\in e\}}. Аналогично определим {\displaystyle right(e)}.
На практике распространение получили так называемые классические кусты событий, которые выражают сложные связи между событиями посредством конъюнкции и дизъюнкции. С помощью дизъюнкции реализуются высказывания вида «из {\displaystyle x} следует либо {\displaystyle j_{1}}, либо {\displaystyle j_{2}}, либо {\displaystyle \ldots }, либо {\displaystyle j_{k}}», а с помощью конъюнкции — высказывания вида «если одновременно верно {\displaystyle x} и {\displaystyle y}, то верно {\displaystyle a}; в противном случае — верно {\displaystyle b}». Множество меток таких кустов состоит из двух элементов: {\displaystyle S^{*}=\{\vee ,\wedge \}}. Функция маркировки ставит в соответствие метку {\displaystyle s\in S} по следующему правилу:
{\displaystyle m^{*}(e)={\begin{cases}\vee &\forall e\in E:|left(e)|=1\\\wedge &\forall e\in E:|left(e)|>1\\\end{cases}}}
Дугу куста событий {\displaystyle e\in E} будем называть дугой ИЛИ-типа, если {\displaystyle M^{*}(e)=\vee }, и
дугой И-типа, если {\displaystyle m^{*}(e)=\wedge }. Для дуг ИЛИ-типа выполнено свойство
{\displaystyle p(x)=\sum _{i}{j_{i}},}
а для дуг И-типа — следующие два свойства: {\displaystyle p(a)=p(x)\cdot p(y),p(b)=p(x)\cdot (1-p(y)).}
Классические кусты легко рисовать: события изображаются прямоугольниками с текстом, поясняющим смысл этого события. Зависимости между событиями (то есть дуги) изображаются стрелочками двух типов: с точкой (ИЛИ-типа) и с правым поворотом (И-типа).
Байесовский вывод на кусте событий осуществляется с помощью сведения к задаче вывода в байесовской сети доверия.
Оказывается, что кусты событий довольно удобны в приложениях: сравнительно легко рисуются и выглядят менее избыточными, чем более обобщенные конструкции (к примеру, байесовские сети доверия).
Кусты событий применяются, в основном, при оценке рисков в науках о Земле. К примеру, в вулканологии.